# Limnoria raruslima
Limnoria raruslima är en kräftdjursart som beskrevs av Isabel Clifton Cookson 1991. Limnoria raruslima ingår i släktet Limnoria och familjen borrgråsuggor. Inga underarter finns listade i Catalogue of Life.